# Тэлбот, Кэм
Кэ́мерон (Кэм) Тэ́лбот (англ. Cam Talbot, род. 5 июля 1987, Каледония, Онтарио) — профессиональный канадский хоккеист, вратарь. В настоящее время играет за клуб НХЛ «Детройт Ред Уингз». Всего провёл в НХЛ более 450 матчей и одержал более 200 побед. Чемпион мира 2016 года в составе сборной Канады.

## Игровая карьера

### Колледж
Тэлбот играл в хоккей в команде Алабамского университета из Хантсвилла. В сезоне 2009-10 он был включён во вторую американскую колледжскую команду и был назван самым ценным игроком команды (турнир CHA).

### Профессиональная
30 марта 2010 года клуб НХЛ «Нью-Йорк Рейнджерс» подписал Тэлбота в качестве свободного агента. В составе «Рейнджерс» вратарь оказался 28 февраля 2011 года, после того, как сыграл большую часть игр в сезоне 2010-11 за «Хартфорд Вулф Пэк» из Американской хоккейной лиги (АХЛ), также Тэлбот сыграл две игры в составе «Гринвилл Роад Уорриерс», выступающий в ECHL), официально был возвращён «Хартфордом» 3 марта 2011 года.
Тэлбот отыграл сезон 2011/12 за «Хартфорд», но того, как клуб выбыл из плей-офф АХЛ, Тэлбот был заявлен в состав «Рейнджерс» на Кубок Стэнли, то же самое повторилось в сезоне 2012/13. Снова канадца вызвали 15 октября 2013 года, после того, как Мартин Бирон покинул клуб. Дебютировал Тэлбот в матче против «Филадельфии Флайерз» 24 октября 2013 года. Первую победу в составе команды Тэлбот одержал спустя два дня 26 октября, в следующей игре против «Детройт Ред Уингз»; первый сухой матч в НХЛ Кэм провёл против «Монреаль Канадиенс» 16 ноября 2013. В плей-офф Кубка Стэнли 2014 Тэлбот дважды выходил на хоккейную площадку, однако его клуб проиграл «Лос-Анджелес Кингз» в финале.

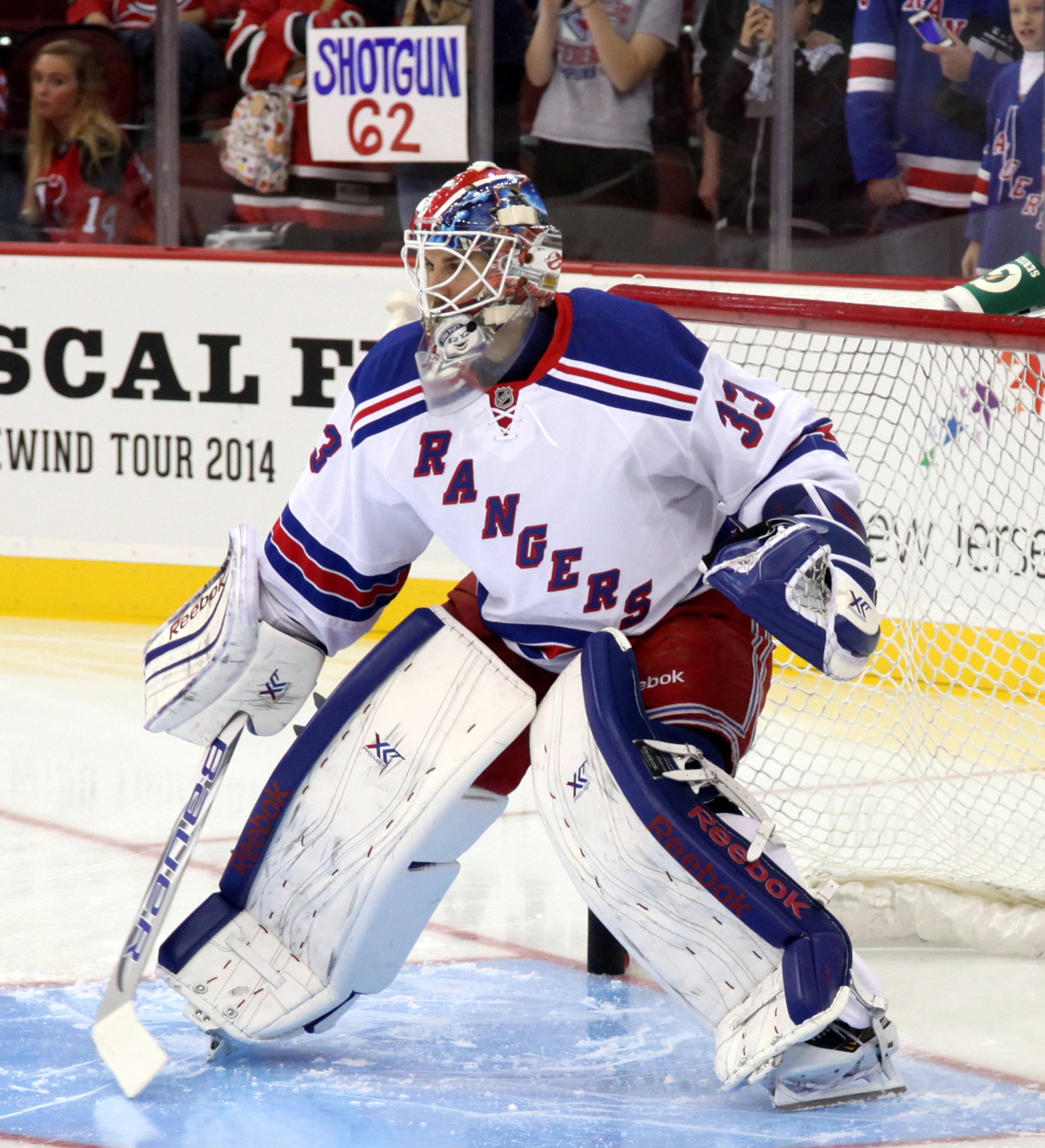
Тэлбот в составе «Рейнджерс»

Сезон 2014/15 Тэлбот начал как резервный вратарь «Рейнджерс», в первых восьми играх он записал на свой счёт три «сухих» матча, что соответствовало его результатам по итогам всего предыдущего сезона.
3 февраля 2015 года, Тэлбот временно стал основным вратарём клуба (основной вратарь Хенрик Лундквист получил травму). С 3 февраля по 27 марта (до возвращения Лундквиста) Тэлбот сыграл 24 игры. В итоге Тэлбот завершил сезон с наименьшим средним числом пропущенных шайб за матч (2,21), и с более высоким процентом отражённых бросков (.926), чем у Лундквиста (2.25; .922).
27 июня 2015 года Тэлбот был обменян «Рейнджерс» в клуб «Эдмонтон Ойлерз»,  на право выбора в драфте НХЛ 2015 года.
Тэлбот изначально выступал в роли основного вратаря, наравне с Андерсом Нильссоном, они должны были получать одинаковое количество игрового времени, но плохое начало сезона привело к тому, что Нильссен закрепился в основном составе, а Тэлбот стал чаще появляться в качестве запасного вратаря.
17 января 2016 «Ойлерз» подписали Тэлбота на три года. После заключения нового контракта (что обошлось клубу в $12 000 000), Тэлбот сыграл 26 игр в сезоне 2015/16, что на 3 больше чем Андерс Нильссон; результаты были намного лучше, чем у шведского вратаря (2,58 и 91,4 %ОБ против 2,95 и 90,6% соответственно). 27 февраля Нильссон был обменян в «Сент-Луис Блюз», что окончательно сделало Кэма основным вратарём «Ойлерз».
В сезоне 2016/17 сыграл в 73 встречах (больше всех в лиге) и помог «Эдмонтону» выйти в плей-офф впервые за 11 лет. В плей-офф сыграл во всех 13 матчах, показав хороший процент отраженных бросков (92,4). Но «Ойлерз» вылетели во 2-м раунде, уступив в семи матчах «Анахайм Дакс».
Следующий сезон стал самым неудачным для Тэлбот в НХЛ. Кэм вновь больше всех в НХЛ был стартовым голкипером в матчах регулярного чемпионата (67). При этом его показатели были в числе худших среди вратарей, сыгравших более чем в половине матчей сезона.
В сезоне 2018/19 в 31 матче одержал всего 10 побед, и 15 февраля 2019 года был обменян в «Филадельфию Флайерз» на Энтони Столарца.

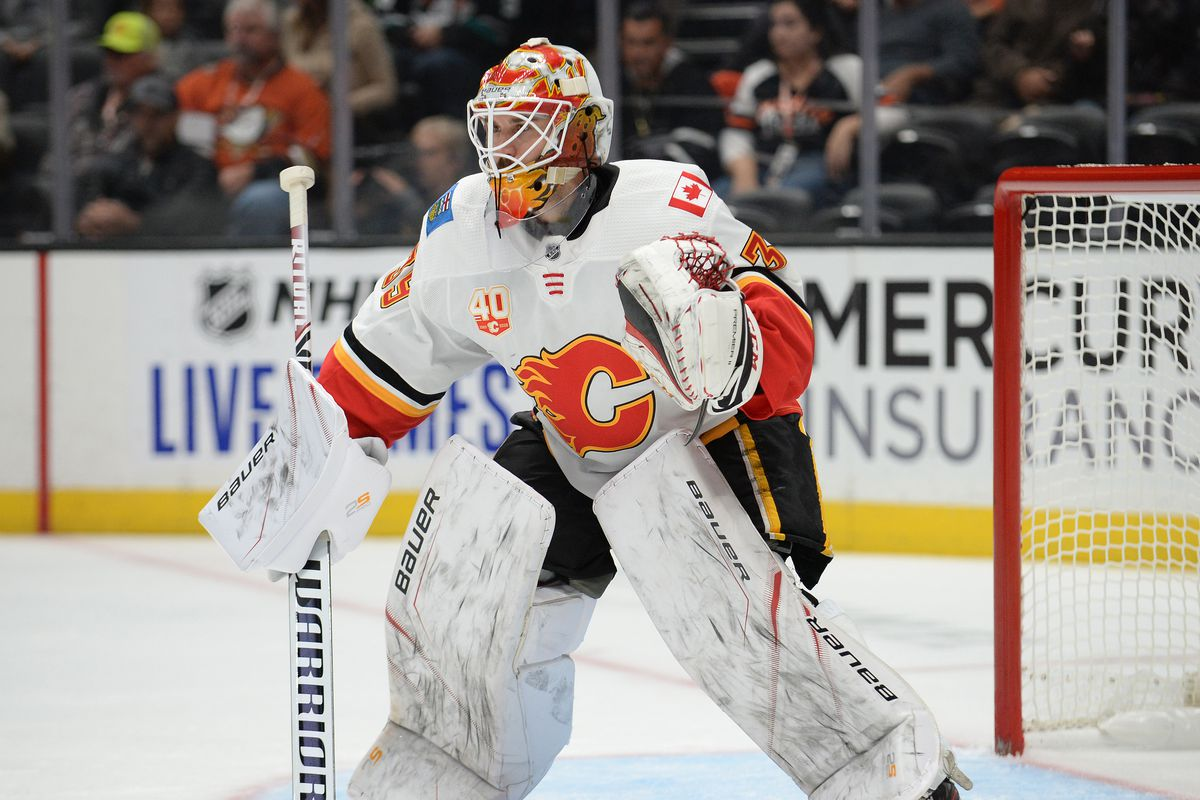
Тэлбот в «Калгари»

1 июля 2019 года в качестве свободного агента подписал однолетний контракт на 2,75 млн долларов с «Калгари Флэймз». 1 февраля 2020 года подрался во время матча с «Эдмонтоном» с вратарём соперника Майком Смитом.
9 октября 2020 года в качестве свободного агента подписал контракт на три года на 11 млн долларов с «Миннесотой Уайлд», которая рассматривала Тэлбота как основного вратаря. В сезоне 2020/21 одержал 19 побед в 33 матчах. В сезоне 2021/22 провёл 49 матчей, из которых выиграл 32.
12 июля 2022 года был обменян в «Оттаву Сенаторз» на шведского вратаря Филипа Густавссона. За сезон 2022/23 провёл 36 матчей и одержал 17 побед.
1 июля 2023 года подписал контракт с «Лос-Анджелес Кингз», которые стали 7-й командой НХЛ в карьере Тэлбота.
1 июля 2024 года в качестве свободного агента подписал двухлетний контракт с «Детройт Ред Уингз» на сумму $5 млн.